# آبشار سمیرم
۳۱°۲۵′۰۱″شمالی ۵۱°۳۶′۲۴″شرقی / ۳۱٫۴۱۷۰۶۳°شمالی ۵۱٫۶۰۶۵۹۲°شرقی

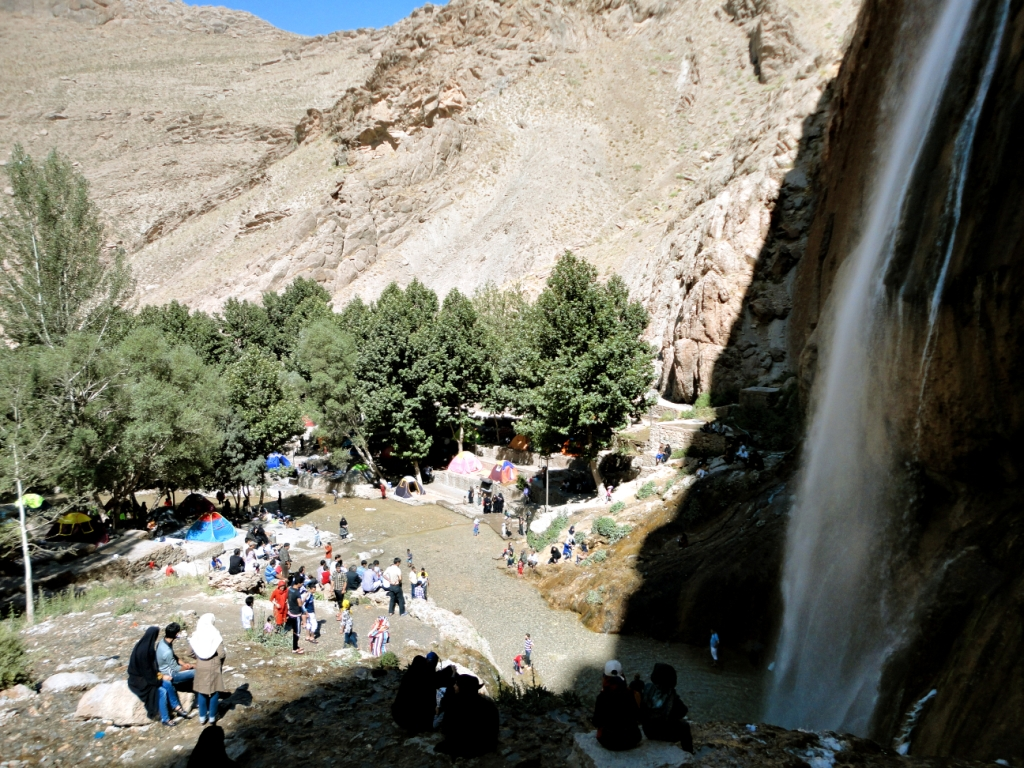
آبشار سمیرم

آبشار سمیرم در ۴ کیلومتری شرق سمیرم و در ۱۶۰ کیلومتری جنوب اصفهان، در اعماق تنگه‌ای به همین نام با دیواره‌های سنگی واقع شده‌است که به همراه طبیعت سبز آن و محیط کوهستانی اطراف آبشار، خصوصاً در بهار و تابستان گردشگران بسیاری را به خود جذب می‌نماید. ارتفاع آن ۳۵ متر است. در اطراف آن محل‌هایی برای استراحت و اقامت گردشگران در نظر گرفته شده‌است. شب‌های بسیار سردی دارد حتی در تابستان.
آبشار سمیرم ۹۱اُمین اثر طبیعی است که توسط سازمان میراث فرهنگی در ۲۰ بهمن ۱۳۸۹ در فهرست میراث طبیعی ایران قرار گرفت. این آبشار در سال‌های اخیر به علّت حفر بیش از حدّ چاه و کمبود بارش‌ها به شدّت کم‌آب شده و در خطر خشک شدن قرار گرفته.

## آبدهی آبشار
آب‌دهی آبشار سمیرم به‌طور متوسط حدود ۵/۱ تا ۲ مترمکعب در ثانیه می‌باشد و شرایط محیطی خوب و آب و هوای مناسب سبب شده که گیاهان متنوعی در اطراف آبشار رشد و نمو نمایند. آب آبشار شیرین و دائمی بوده و ازچشمه‌های مزارع جوزار و چشمه عزیزخان تأمین می‌گردد.

## راه دسترسی
با عبور از سمیرم به سمت شرق می‌توان به آبشار سمیرم رسید.